# Paulette Schwartzmann
Paulette Schwartzmann (* offiziell: 19. November 1894 in Kamjanez-Podilskyj als Pecia Schwartzmann; † vermutlich 1953 in Buenos Aires) war eine französisch-argentinische Schachspielerin.
Über ihre genauen Lebensdaten herrscht Unklarheit. Gegenüber französischen Behörden gab Schwartzmann bei ihrer Einbürgerung den 19. November 1894 in Kamjanez-Podilskyj als Geburtstag und den Vornamen Pecia an.  Andere Quellen nennen Riga als Geburtsort. In Buenos Aires gab sie den Vornamen Paula an. Der Name Paulette wurde im allgemeinen Sprachgebrauch, so auch bei der Schachberichterstattung, am häufigsten verwendet. Der Nachname wurde gelegentlich auch Schwartzman geschrieben.
Schwartzmann emigrierte nach Frankreich, wo sie 1927, 1928, 1929, 1931, 1933, 1935 und 1938 die französische Damenmeisterschaft gewann und dadurch nach dem Erhalt der französischen Staatsbürgerschaft am 21. Dezember 1932 auch in den Jahren 1933, 1935 und 1938 den Titel der französischen Einzelmeisterin.
Unter der Flagge ihrer neuen Heimat Frankreich spielte sie bei der Schachweltmeisterschaft der Frauen 1933 in Folkestone, wo sie jedoch mit 3,5 Punkten aus 12 Partien nur den sechsten von sieben Plätzen erreichte. Sechs Jahre später holte sie bei der Schachweltmeisterschaft der Frauen 1939 9 Punkte aus 19 Partien und den geteilten 9.–10. Platz. Dabei war sie eine von nur zwei Spielerinnen, die der Weltmeisterin Vera Menchik ein Remis abnahm.
Da während der Weltmeisterschaft 1939 der Zweite Weltkrieg in Europa ausbrach, blieb sie in Argentinien. Dort gewann sie 1948, 1949, 1950 und 1952 die argentinische Damenmeisterschaft. Schwartzmann verstarb vermutlich 1953 in Buenos Aires.